# Alanya
Alanya (phát âm tiếng Thổ Nhĩ Kỳ: [aˈɫanja]) là một huyện thuộc tỉnh Antalya, Thổ Nhĩ Kỳ. Huyện có diện tích 1599 km² và dân số thời điểm năm 2007 là 226236 người, mật độ 141 người/km².
Đây là một thành phố nghỉ mát bãi biển và một huyện thuộc tỉnh Antalya trên bờ biển phía nam của Thổ Nhĩ Kỳ, thuộc vùng Địa Trung Hải của đất nước, cách thành phố Antalya 138 km về phía đông. Theo Cuộc Tổng điều tra Dân số năm 2010 của Thổ Nhĩ Kỳ, thành phố này có dân số 98.627 người, trong khi huyện bao gồm cả thành phố và khu vực được xây dựng có diện tích 1.598,51 km2 và 248.286 cư dân.
Do vị trí chiến lược tự nhiên của nó trên một bán đảo nhỏ vào biển Địa Trung Hải bên dưới dãy núi Taurus, Alanya đã là một thành trì địa phương cho nhiều đế quốc có trụ sở tại Địa Trung Hải, bao gồm Ptolemaic, Seleucid, Roman, Byzantine và Ottoman Empires. Tầm quan trọng chính trị lớn nhất của Alanya là vào thời Trung Cổ, với Vương quốc Hồi giáo Seljuk của Rûm dưới sự cai trị của Alaeddin Kayqubad I, người mà thành phố lấy được tên của nó. Chiến dịch xây dựng của ông đã dẫn đến nhiều điểm mốc của thành phố, như Kızıl Kule (Tháp Đỏ), Tersane (Nhà máy đóng tàu) và lâu đài Alanya.
Môi trường Địa Trung Hải, các điểm thu hút tự nhiên và di sản lịch sử đã khiến Alanya trở thành điểm đến phổ biến cho du lịch và chiếm tới 9% ngành du lịch của Thổ Nhĩ Kỳ và ba mươi phần trăm doanh nghiệp nước ngoài mua bất động sản ở Thổ Nhĩ Kỳ. Hoạt động du lịch đã tăng lên từ năm 1958 để trở thành ngành công nghiệp chiếm ưu thế trong thành phố, dẫn đến sự gia tăng tương ứng của dân số thành phố. Các sự kiện thể thao thời tiết ấm áp và lễ hội văn hoá diễn ra hàng năm ở Alanya. Trong năm 2014, Thị trưởng Adem Murat Yücel, thuộc Đảng Phong trào Quốc gia, đã trục xuất Hasan Sipahioğlu, thuộc Đảng Công lý và Phát triển, người trước đây từng lãnh đạo thành phố này từ năm 1999.
Nằm trên Vịnh Antalya trên vùng đồng bằng ven biển Anatolian của Pamphylia, thành phố nằm giữa dãy núi Taurus ở phía bắc và biển Địa Trung Hải, và là một phần của riviera Thổ Nhĩ Kỳ, chiếm 70 km (43 dặm) đường bờ biển. Từ tây sang đông, huyện Alanya được bao bọc bởi huyện Manavgat dọc theo bờ biển, vùng núi Gündoğmuş, Hadim và Taşkent thuộc tỉnh Konya, Sarıveliler thuộc tỉnh Karaman và quận Gazipaşa ven biển. Manavgat là quê hương của những thành phố cổ của Side và Selge. Phía đông của thành phố, sông Dim chảy từ những ngọn núi ở Konya trên một tuyến đường tây nam vào Địa Trung Hải.